# ادوارد کایپرش
 ادوارد کایپرش (انگلیسی: Eduard Cuypers؛ ۱۸ آوریل ۱۸۵۹ – ۱ ژوئن ۱۹۲۷) یک معمار اهل هلند بود. 